# جستين جيملستوب
جستين جيملستوب (بالإنجليزية: Justin Gimelstob)‏ هو لاعب كرة مضرب أمريكي.

## وصلات خارجية
- جستين جيملستوب على موقع IMDb (الإنجليزية)
- جستين جيملستوب على موقع قاعدة بيانات الفيلم (الإنجليزية)

- جستين جيملستوب على موقع رابطة محترفي التنس (الإنجليزية)
- جستين جيملستوب على موقع الاتحاد الدولي لكرة المضرب (الإنجليزية)
- جستين جيملستوب على موقع كأس ديفيز (الإنجليزية)
- جستين جيملستوب على موقع خلاصة التنس.كوم (الإنجليزية)
- جستين جيملستوب على موقع إي إس بي إن.كوم (الإنجليزية)